# Toni Trucks
Antonieta Lindsay Trucks (Grand Rapids, Míchigan; 30 de septiembre de 1980), más conocida como Toni Trucks, es una actriz de cine, televisión y teatro estadounidense.

## Carrera
Toni Trucks es una actriz estadounidense conocida principalmente por su trabajo en televisión y cine. Nació el 30 de septiembre de 1980 en Grand Rapids, Michigan, y creció en Manistee, Michigan. Desde joven mostró interés por las artes escénicas y se formó en teatro musical. Se graduó en la Escuela de Música, Teatro y Danza de la Universidad de Míchigan.
Principales hitos de su carrera:
1. Primeros pasos
Toni comenzó su carrera en televisión con pequeños papeles en series como Veronica Mars y Barbershop (2005), donde interpretó a Terri, uno de los roles principales. Esto marcó su debut como actriz en un papel destacado.
2. Carrera en televisión
Su carrera televisiva incluye participaciones en series populares como:
Do No Harm (2013): Interpretó a la Dra. Patricia Rivers.
Franklin & Bash (2013): Tuvo un papel recurrente como Anita Haskins.
NCIS: New Orleans (2016): Participó en varios episodios.
Sin embargo, es más reconocida por su papel como Lisa Davis en la exitosa serie de acción y drama militar SEAL Team (2017-2022). En esta serie, interpreta a una analista de logística y enlace del equipo, mostrando un personaje fuerte, inteligente y comprometido.
3. Cine
Toni también ha trabajado en varias películas, como:
Music and Lyrics (2007): Una comedia romántica protagonizada por Hugh Grant y Drew Barrymore.
Ruby Sparks (2012): Una comedia dramática aclamada por la crítica.
Breaking Dawn: Part 2 (2012): En la saga Crepúsculo, interpretó a Mary, una de las vampiras del clan estadounidense.
4. Teatro y otras pasiones
Toni ha demostrado su versatilidad actuando en producciones teatrales y musicales. Su formación en teatro le ha permitido destacarse en roles donde se requiere expresión artística y canto.
Vida personal
Toni es conocida por su apoyo a causas sociales y su compromiso con el arte como herramienta de cambio. Ha trabajado activamente para inspirar a jóvenes artistas, especialmente a aquellos de comunidades subrepresentadas.
Su trayectoria refleja una combinación de talento, esfuerzo y dedicación al arte, consolidándose como una actriz versátil y respetada en la industria del entretenimiento.

## Filmografía

### Cine
| Año  | Título                                                      | Papel     | Notas                    |
| ---- | ----------------------------------------------------------- | --------- | ------------------------ |
| 2001 | Drive                                                       | Sarah     | Cortometraje             |
| 2006 | If You Lived Here, You'd Be Home Now                        | Noni      | Película para televisión |
| 2007 | Weapons                                                     | Tía       |                          |
| 2007 | Music and Lyrics                                            | Tricia    |                          |
| 2007 | Mr. Art Critic                                              | Lisa      |                          |
| 2008 | Life and Times of Marcus Felony Brown                       | Tia       | Película para televisión |
| 2009 | Ab Fab                                                      | Novelette | Película para televisión |
| 2009 | Star Runners                                                | Asta      | Película para televisión |
| 2010 | Rollers                                                     | Bailey    |                          |
| 2010 | What If...                                                  | Claire    |                          |
| 2010 | N-Secure                                                    | Denise    |                          |
| 2010 | Cost of Heaven                                              | Cheryl    |                          |
| 2010 | Starstruck                                                  | Libby Lam | Película para televisión |
| 2012 | Ruby Sparks                                                 | Susie     |                          |
| 2012 | The Twilight Saga: Breaking Dawn - Part 2                   | Mary      |                          |
| 2014 | Alexander and the Terrible, Horrible, No Good, Very Bad Day | Steph     |                          |

### Televisión
| Año       | Título                         | Papel                    | Notas                                                                                              |
| --------- | ------------------------------ | ------------------------ | -------------------------------------------------------------------------------------------------- |
| 2005-2006 | BarberShop                     | Terri                    | Papel principal (10 episodios)                                                                     |
| 2007      | Veronica Mars                  | Phillise                 | Episodio: "There's Got to Be a Morning After Pill"                                                 |
| 2007      | All of Us                      | Michele                  | Papel recurrente (5 episodios)                                                                     |
| 2008      | Hasta que la muerte nos separe | Randy                    | Episodio: "Philadelphia Freedom"                                                                   |
| 2009      | Battery's Down                 | Matiz                    | Episodio: "I Think I'm Gonna Like It Here" Episodio: "Losing My Mind" Episodio: "The Party's Over" |
| 2009      | Brothers                       | Meg                      | Episodio: "Follow the Story"                                                                       |
| 2011      | House M. D.                    | Trina                    | Episodio: "Charity Case"                                                                           |
| 2012      | CSI: NY                        | Alicia Woods             | Episodio: "Unwrapped"                                                                              |
| 2012      | Made in Jersey                 | Cyndi Vega               | Papel recurrente (8 episodios)                                                                     |
| 2013      | The Soul Man                   | Gina                     | Episodio: "Bride and Prejudice"                                                                    |
| 2013      | Do No Harm                     | Dr. Patricia Rivers      | Episodio: "Pilot" Episodio: " "Circadian Rhythms" Episodio: "But I'm Allergic to Cats"             |
| 2013      | Hostages                       | Angela Nix               | Miniserie de televisión                                                                            |
| 2014      | Franklin & Bash                | Anita Haskins            | Papel recurrente (10 episodios)                                                                    |
| 2014-2015 | Grimm                          | Sheriff Janelle Farris   | Episodio: "Highway of Tears" Episodio: "Mishipeshu"                                                |
| 2015      | El mentalista                  | Guardabosques Jill Ayres | Episodio: "Byzantium"                                                                              |
| 2017-2024 | SEAL Team                      | Lisa Davis               | [ 2 ]                                                                                              |